# Ферфілд (Вісконсин)
Ферфілд (англ. Fairfield) — місто (англ. town) в США, в окрузі Сок штату Вісконсин. Населення — 1078 осіб (2020).

## Демографія
Згідно з переписом 2010 року, у місті мешкало 1077 осіб у 424 домогосподарствах у складі 314 родин. Було 462 помешкання
Расовий склад населення:
| - 98,1 % — білих - 0,8 % — корінних американців - 0,6 % — азіатів |

До двох чи більше рас належало 0,1 %. Частка іспаномовних становила 1,2 % від усіх жителів.
За віковим діапазоном населення розподілялося таким чином: 21,8 % — особи молодші 18 років, 62,6 % — особи у віці 18—64 років, 15,6 % — особи у віці 65 років та старші. Медіана віку мешканця становила 45,2 року. На 100 осіб жіночої статі у місті припадало 103,6 чоловіків;  на 100 жінок у віці від 18 років та старших — 107,9 чоловіків також старших 18 років.
Середній дохід на одне домашнє господарство  становив 77 126 доларів США (медіана — 70 625), а середній дохід на одну сім'ю — 83 826 доларів (медіана — 75 750). Медіана доходів становила 54 250 доларів для чоловіків та 30 875 доларів для жінок. За межею бідності перебувало 15,0 % осіб, у тому числі 27,6 % дітей у віці до 18 років та 4,3 % осіб у віці 65 років та старших.
Цивільне працевлаштоване населення становило 549 осіб. Основні галузі зайнятості: освіта, охорона здоров'я та соціальна допомога — 23,5 %, виробництво — 17,9 %, мистецтво, розваги та відпочинок — 13,5 %, роздрібна торгівля — 9,5 %.